# 소니 픽처스 엔터테인먼트
소니 픽처스 엔터테인먼트 주식회사(영어: Sony Pictures Entertainment, Inc.)는 일본의 소니가 1987년 미국에 설립한 소니 엔터테인먼트 부문의 자회사이자 다국적 미디어 지주회사다.

## 역사
1987년 9월 1일, 코카콜라 컴퍼니가 1982년부터 소유한 콜럼비아 픽처스의 자산을 분할하기로 결정하고 트라이스타 픽처스의 지분 39.6%를 소유한다. 3달후인 12월 21일에 콜럼비아 픽처스 엔터테인먼트를 설립한다.
1989년 9월 28일, 코카콜라 컴퍼니는 40억달러를 소니에 매각하고 Guber-Peters Entertainment Company, Inc를 인수해 Peter Guber 와 Jon Peters를 CEO로 영입시킨다.
1991년 9월 24일, 콜럼비아 픽처스 엔터테인먼트가 소니 픽처스 엔터테인먼트로 사명을 변경한다.

#### 연표
- 1918년: 콜럼비아 픽처스 C. B. C. 필름 세일즈란 이름으로 탄생
- 1924년 1월 10일: 사명을 콜럼비아 픽처스로 개명함
- 1928년 11월 18일: 월트 디즈니의 단편 만화영화 <증기선 윌리> 배급
- 1939년 10월 19일: 프란크 카프라 감독의 영화 <스미스 씨 워싱턴에 가다> 배급
- 1948년 11월: 스크린 젬스 텔레비전 설립.
- 1958년 2월 27일: 콜럼비아 픽처스 설립자 해리 콘 사망
- 1974년 5월 6일: 스크린 젬스 텔레비전 -> 콜럼비아 텔레비전로 사명 변경
- 1982년 6월 22일: 콜럼비아 픽처스 코카콜라에 인수됨.
- 1983년 5월 16일: 트라이스타 픽처스 설립
- 1987년: 캐슬 록 엔터테인먼트 설립
- 1987년 12월 21일: 콜럼비아 픽처스 엔터테인먼트 설립.
- 1989년 9월 28일: 콜럼비아 픽처스, 트라이스타 픽처스 모두 소니에 인수됨.
- 1991년 8월 7일: 콜럼비아 픽처스 엔터테인먼트 -> 소니 픽처스 엔터테민먼트로 사명 변경
- 1992년 1월 1일: 소니 픽처스 클래식스 설립.
- 1994년 2월 21일: 콜럼비아 텔레비전 -> 콜럼비아 트라이스타 텔레비전으로 사명 변경
- 1994년 11월 23일: 소니 픽처스 릴리징 출범. (콜럼비아 트라이스타 필름 디스부터스 인터내셔널의 레이블)
- 1998년: 캐슬 록 엔터테인먼트 배급 계약만료.
- 1999년 1월 10일: 콜럼비아 픽처스 탄생 81주년, 창립 75주년.
- 1999년 6월 4일: 스크린 젬스의 영화 사업부문 설립.
- 2002년 5월: 소니 픽처스 애니메이션 설립
- 2002년 9월 16일: 콜럼비아 트라이스타 텔레비전 -> 소니 픽처스 텔레비전으로 사명 변경
- 2005년: 소니 픽처스 모션 픽처스 출범.
- 2011년: 소니 엔터테인먼트 네트워크 출범.
- 2013년: 영화 & TV 제작사 트라이스타 프로덕션스 출범.
- 2014년: 콜럼비아 픽처스 탄생 96주년, 창립 90주년을 맞아 소니에서 소유한 영화사의 저작권 표기를 모두 Sony Company로 통일.